# Cihuatlán (kommun)
Cihuatlán är en kommun i Mexiko.   Den ligger i delstaten Jalisco, i den södra delen av landet, 600 km väster om huvudstaden Mexico City. Antalet invånare är 30 241.
Följande samhällen finns i Cihuatlán:
- Cihuatlán
- San Patricio
- Jaluco
- Emiliano Zapata
- Colonia Pinal Villa
- Brisas de la Navidad
- Los Ingenios
- El Rebalse
- San Ignacio de Loyola